# La mégère récalcitrante
La mégère récalcitrante è un cortometraggio del 1901 diretto da Ferdinand Zecca.

## Trama
Un giovane gentiluomo sta offrendo un mazzo di fiori a una ragazza che sta alla sua finestra. La vecchia madre esce e lo colpisce con una scopa. Il giovane, indignato, getta il mazzo di fiori contro la sua testa, facendola cadere.